# Arisztosz (filozófus)
Arisztosz (i. e. 1. század) görög filozófus.
Aszkalonban született, tanított az athéni Akadémián s közeli barátságban állt Ciceroval, aki több levelében is említést tett róla. Ugyanő említi néhány munkáját, amelyek azonban elvesztek.